# (32030) 2000 JX14
2000 JX14 (asteroide 32030) é um asteroide da cintura principal. Possui uma excentricidade de 0.05036890 e uma inclinação de 10.91506º.
Este asteroide foi descoberto no dia 6 de maio de 2000 por LINEAR em Socorro.